# DEN 1048-3956
DEN 1048-3956 is een bruine dwerg in het sterrenbeeld Antilia van spectraalklasse M9. de Ster is ontdekt in 2000 door Xavier Delfosse (Institute of Astrophysics of the Canary Islands (nu Observatoire de Grenoble)) en Thierry Forveille (Canada-France-Hawaii Telescope Corporation), met de assistentie van andere astronomen.